# Sedotti e bidonati
Sedotti e bidonati è un film del 1964 diretto da Giorgio Bianchi.

## Trama
Ciccio e Franco sono due cugini siciliani che rispondono ad un annuncio giornalistico nel quale due incantevoli gemelle ventenni (con solo un piccolo difetto fisico) cercano marito, preferibilmente ricco. In realtà si tratta di una truffa, in quanto un gruppo di attori teatrali caduto in disgrazia si sta servendo delle ragazze con lo scopo di spennare i due malcapitati, fingendo con un trucco che le stesse siano gemelle siamesi.
Riescono quindi a derubare i due dei loro averi, mettendo in scena una finta operazione di separazione dei corpi, dopo la quale viene inscenata la loro morte durante l'intervento. I due cugini finiscono così per piangere su due tombe vuote. Tornati da Roma in Sicilia, i due scoprono che la nonna morta ha lasciato loro un'eredità enorme di ben 100 milioni di lire; tornano dunque sulle tombe delle fidanzate "morte" pensando a costruire un monumento in loro onore. Proprio in questa occasione viene organizzata una seconda truffa, da parte della stessa cricca venuta a conoscenza della fortuna ereditata dai cugini. Ai due viene fatto credere che le 2 gemelle morte avevano altre 2 gemelle uguali. A questo punto, con una messinscena, le due ragazze vengono rapite con una richiesta di riscatto proprio di 100 milioni. Al momento della consegna del riscatto, però, i due cugini danno i soldi a un'altra banda che aveva davvero rapito il figlio di un banchiere e si ritrovano con il pargolo sul groppone.
Per di più non possono recuperare i soldi, perché si scopre che il bambino riconsegnato non è il figlio del banchiere, ma quello della balia che allattava entrambi. Alla fine, con uno stratagemma, la polizia riesce ad acciuffare i truffatori, ma i due cugini, rimasti al verde, si ritrovano comunque con un pugno di mosche in mano.